# Faceted Application of Subject Terminology
Faceted Application of Subject Terminology (FAST) je nadzorovan besednjak za splošno uporabo, ki temelji na Library of Congress Subject Headings (LCSH). FAST je razvil OCLC, Inc. kot del WorldCat, s ciljem, da katalogiziranje predmetov v spletnih okoljih postane cenejše in enostavnejše za uporabo. Naslovi FAST ločujejo tematske podatke od netematskih, kot so informacije o obliki dokumenta, kronološki ali geografski obravnavi.
Za razliko od gesel LCSH, ki ima prekoordinirani sistem predmetnega označevanja (katalogizator v danem sistemu indeksirne izraze za sestavljene vsebine oblikuje v času postopka indeksiranja, npr. "ZDA - Zgodovina"), so gesla FAST postkoordinirani (izrazi so dodeljeni posamezno, tako da lahko uporabnik izraz za sestavljene vsebine oblikuje na točki iskanja npr. "ZDA" in "Zgodovina").